# Goran Vesić
Goran Vesić, cyr. Горан Весић (ur. 18 lutego 1969 w Kruševacu) – serbski polityk i samorządowiec, wiceburmistrz Belgradu, poseł do Zgromadzenia Narodowego Republiki Serbii, w latach 2022–2024 minister transportu, budownictwa i infrastruktury.

## Życiorys
Ukończył szkołę średnią w Kraljevie, a następnie studia na wydziale prawa Uniwersytetu w Belgradzie. Pracował jako dziennikarz gazety „Demokratija”, był też zastępcą redaktora naczelnego czasopisma „Student”. Działał w Partii Demokratycznej, w latach 1994–1997 kierował gabinetem jej przewodniczącego Zorana Đinđicia. W latach 1996–2000 wchodził w skład zgromadzenia miejskiego Belgradu, w 1997 był członkiem jego rady wykonawczej. Od drugiej połowy lat 90. uczestniczył w kampaniach wyborczych na Bałkanach, m.in. prowadzonych przez Mila Đukanovicia i Biljanę Plavšić.
W latach 2000–2003 był posłem do Zgromadzenia Narodowego. Pełnił funkcję doradcy jugosłowiańskiego ministra spraw wewnętrznych Zorana Živkovicia (2001–2003) oraz ministra obrony Serbii i Czarnogóry Borisa Tadicia (2003–2004). Od 2004 do 2008 wchodził w skład rady gminy miejskiej Vračar. Obejmował kierownicze funkcje w przedsiębiorstwach prywatnych.
Odszedł w międzyczasie z Partii Demokratycznej, wstąpił do Serbskiej Partii Postępowej, wszedł w skład jej ścisłego kierownictwa. W 2013 został sekretarzem tymczasowych władz wykonawczych Belgradu. Wybierany ponownie na radnego Belgradu. W latach 2014–2018 zajmował stanowisko dyrektora administracji miejskiej, następnie do 2022 był zastępcą burmistrza serbskiej stolicy. W wyborach w 2022 z ramienia koalicji skupionej wokół SNS uzyskał ponownie mandat deputowanego do Zgromadzenia Narodowego.
W październiku 2022 dołączył do powołanego wówczas trzeciego rządu Any Brnabić, obejmując w nim stanowisko ministra transportu, budownictwa i infrastruktury. Pozostał na tej funkcji w utworzonym w maju 2024 gabinecie Miloša Vučevicia.
Odszedł z tego stanowiska w listopadzie 2024, składając rezygnację wkrótce po katastrofie budowlanej w Nowym Sadzie, do której doszło w tym samym miesiącu. Również w listopadzie 2024 Goran Vesić został w tej sprawie zatrzymany i następnie tymczasowo aresztowany. Po kilku dniach sąd nakazał jednak zwolnienie byłego ministra, wskazując na brak dostatecznych dowodów na popełnienie przestępstwa.